# Roche (Mondkrater)
Roche  ist ein Mondkrater in der südlichen Hemisphäre auf der Mondrückseite.
| Buchstabe | Position               | Durchmesser            | Link                   |
| --------- | ---------------------- | ---------------------- | ---------------------- |
| B         | 40,92° S, 137,87° O    | 22 km                  |                        |
| C         | 39,44° S, 139,98° O    | 17 km                  |                        |
| U         | Umbenannt in Rosseland | Umbenannt in Rosseland | Umbenannt in Rosseland |
| V         | 39,2° S, 129,96° O     | 29 km                  |                        |
| W         | 39,48° S, 131,2° O     | 21 km                  |                        |